# Jóhann Jóhannsson
Jóhann Jóhannsson (islandès: Jóhann Gunnar Jóhannsson)  (Reykjavík, 19 de setembre de 1969 - Berlín, 9 de febrer de 2018) va ser un compositor islandès que va escriure la música per a una àmplia varietat de mitjans, incloent el teatre, la dansa, el cinema i la televisió. El seu estil es caracteritza per la barreja de l'orquestració tradicional amb elements electrònics contemporanis.
Jóhann va llançar àlbums en solitari a partir de 2002. El 2016 va signar amb Deutsche Grammophon, a través del qual va llançar el seu últim àlbum en solitari, "Orphée". Alguns dels seus treballs en el cinema inclouen les partitures originals per les pel·lícules de Denis Villeneuve Presoners, Sicari, i Arrival, i The Theory of Everything de James Marsh. Jóhann va ser nominat per a un Premi de l'Acadèmia a la Millor Partitura Original per The Theory of Everything i Sicari, i va guanyar un Globus d'Or per Millor Partitura Original per la primera. Va ser consultor de música i so a "Mother!", dirigida per Darren Aronofsky el 2017. Les seves partitures per a Maria Magdalena i Mandy van ser publicades pòstumament.

## Primers anys i estudis
Jóhann va néixer el 19 de setembre de 1969 a Reykjavík, Islàndia, fill de Jóhann Gunnarsson i Edda Thorkelsdóttir. Va aprendre piano i trombó a partir dels 11 anys, però els va deixar quan va anar a estudiar idiomes i literatura a la Universitat d'Islàndia. Jóhann va començar la seva carrera musical a finals de la dècada de 1980 al grup "Daisy Hill Puppy Farm", que estava influït pel proto-shoegaze, que va publicar un parell d'EPs que va posar el DJ britànic John Peel i va rebre una carta d'admiració de Steve Albini. Va treballar com a guitarrista i productor tocant en grups "indie rock" islandesos, com Olympia, Unun i Ham. El 1999, Jóhann va ser cofundador de "Kitchen Motors"; un "think tank", organització d'art i discogràfica que va fomentar les col·laboracions interdisciplinàries entre artistes del punk, del jazz, del clàssic, del metall i de la música electrònica. El seu propi so sorgí d'aquestes experimentacions musicals.

## Treballs en solitari
El primer àlbum en solitari de Jóhann, Englabörn, era una suite basada en la música escrita per a la peça teatral del mateix nom. Jóhann va abordar la composició gravant instruments de corda i processant-los a través de filtres digitals, la qual cosa li va permetre desconstruir els enregistraments i muntar-los. L'àlbum combinava el minimalisme sagrat, Satie, Purcell i Moondog amb la música electrònica d'etiquetes com Mille Plateaux i Mego. Pitchfork va donar a Englabörn una puntuació de 8,9 i el va descriure com "excepcionalment restringit, el piano movent-se com a gotes de glaçons que es fonen lentament, el violí respirant calidesa des de dalt. La vacil·lació de cada respiració i la caiguda de la gota se senten com si fos una peça de Morton Feldman condensada a tres minuts."
Per al segon àlbum de Jóhann, Virðulegu Forsetar, una peça d'hora d'ambient, va utilitzar una orquestra d'11 músics de metall, glockenspiel, piano i orgue, amb campanes i electrònica afegits, creant un so que combinava música clàssica, ambiental i experimental.
IBM 1401, A User's Manual, el quart àlbum d'estudi de Jóhann, va ser llançat el 30 d'octubre de 2006 a la discogràfica 4AD. Va ser inspirat pel seu pare, un enginyer d'IBM i un dels primers programadors informàtics d'Islàndia, que van utilitzar el maquinari primerenc per compondre melodies durant el seu temps d'inactivitat. Jóhann va utilitzar els sons produïts a partir de les emissions electromagnètiques de l'IBM 1401 com a part de la composició.
Fordlandia, el sisè àlbum d'estudi de Jóhann, es va llançar al novembre de 2008 a través de 4AD i es va veure influenciat temàticament pel fracàs de la planta de cautxú brasilera d'Henry Ford, Fordlândia.
El 2010, Jóhann va col·laborar amb el cineasta Bill Morrison a The Miners' Hymns (2011), una pel·lícula i composició per a banda de metall, orgue i electrònica basada en la mineria de carbó al comtat de Durham. La pel·lícula es va destacar per la celebració d'"aspectes socials, culturals i polítics de la indústria extinta i de la forta tradició regional de les bandes de metall de les mines". La peça global era en si mateixa un homenatge a les vagues dels miners que es van produir a la zona durant els anys vuitanta. La peça es va estrenar en directe a la catedral de Durham al juliol de 2010 i va ser publicada en CD i DVD el maig de 2011. L'àlbum va ser descrit per la BBC com "un magnífic rèquiem amb base de metall per a l'antiga comunitat minera del nord-est d'Anglaterra ". Escrivint a The Observer, Fiona Maddocks va donar cinc estrelles al debut a Londres de la partitura, a la sala Barbican, escrivint: "El contrapunt estrany entre un minimalista islandès, un cineasta nord-americà i un episodi amarg de la història recent d'Anglaterra ha tingut com a resultat un treball tant inclassificable com inoblidable."

## Treballs en cinema
Jóhann havia fet les partitures de diverses obres en paral·lel amb la seva carrera en solitari al llarg dels anys 2000, incloent la comèdia islandesa Dis el 2004, la sèrie de televisió Svartir englar el 2007 i In the Arms of My Enemy el 2007. No obstant això, va ser pel seu treball amb Denis Villeneuve que fou més conegut. La seva primera col·laboració amb Villeneuve va ser Presoners el 2013. Posteriorment, va treballar en la pel·lícula de Villeneuve Sicari (2015), que va ser nominada per a l'Oscar a la millor banda sonora original i Arrival el 2016. Jóhann va tornar a treballar amb Villeneuve una vegada més per Blade Runner 2049, però en algun moment de la producció, Villeneuve va decidir que la música necessitava un canvi de direcció. En descriure el procés artístic de Blade Runner 2049, Villeneuve va afirmar que "la pel·lícula necessitava alguna cosa diferent, i necessitava tornar a una cosa més propera a Vangelis. Jóhann i jo vam decidir que hauria d'anar en una altra direcció". Villeneuve va incorporar Hans Zimmer i Benjamin Wallfisch al projecte. El treball de Jóhann a The Theory of Everything de James Marsh va ser nominat per a l'Oscar a la millor banda sonora dels Premis de l'Acadèmia 2015 i va guanyar el Globus d'Or a la millor banda sonora original. Les seves últimes obres van ser per a les pel·lícules Mandy, The Mercy i Maria Magdalena. En una entrevista després del llançament d'Arrival, Jóhann va comentar el seu procés afirmant que "es tracta de posar-se en un estat d'ànim receptiu en què reacciona a les entrades, i pot ser des de qualsevol lloc. Realment no importa si escrius per a una pel·lícula o si estàs fent la teva pròpia peça; sempre heu de posar-vos en aquest espai. Aporta: "Hi ha paràmetres pràctics, per descomptat, en escriure música de pel·lícules en lloc de fer el vostre propi àlbum, però els veig molt com el mateix tipus de feina. I, per a mi, hi ha línies molt clares per a mi entre Englabörn i Arrival."

## Col·laboracions i altres projectes
El març de 2015, Jóhann es va associar amb ACME (American Contemporary Music Ensemble) i el conjunt vocal guanyador del Grammy, Roomful of Teeth, per interpretar la Missa de Drones al Metropolitan Museum of Art de Nova York. La seva llista de col·laboradors va incloure a Tim Hecker, Hildur Guðnadóttir, Pan Sonic, el bateria de Can Jaki Liebezeit, Marc Almond, Barry Adamson i Stephen O'Malley de Sunn O))). El 1999, Jóhann va fundar Apparat Organ Quartet, que des de 2002 ha publicat dos discos amb actuacions en directe a Europa, Amèrica i Japó.

## Mort
Jóhann va morir a Berlín el 9 de febrer de 2018, a l'edat de 48 anys. La causa de la mort va ser una sobredosi accidental de cocaïna combinada amb medicaments.

## Discografia

### Àlbums en solitari
- Englabörn (2002, Touch)[18]
- Virðulegu Forsetar (2004, Touch)[18]
- IBM 1401, A User's Manual (2006, 12 Tónar, 4AD)[18]
- Englabörn (re-issue) (2007, 4AD)
- Fordlandia (2008, 4AD)[18]
- And in the Endless Pause There Came the Sound of Bees (2009, 12 Tónar, NTOV)[18]
- End of Summer (2015, Sonic Pieces) – en col·laboració amb Hildur Guðnadóttir & Robert Aiki Aubrey Lowe
- Orphée (2016, Deutsche Grammophon)[19]
- Englabörn & Variations (2018, Deutsche Grammophon) (reedició d'Englabörn)[20]

## Àlbums de bandes sonores
- Dís (2004, 12 Tónar, in Iceland; 2005, The Worker's Institute, in the US)[18]
- The Miners' Hymns (2011, 12 Tónar, FatCat)[18]
- Free The Mind (2012, NTOV)
- Copenhagen Dreams (2012, 12 Tónar)[18]
- Prisoners (2013, WaterTower Music)[18]
- McCanick by John C. Waller (2014, Milan Records)[18]
- I Am Here (amb B.J. Nilsen) (2014, Ash International)[18]
- The Theory of Everything (2014, Back Lot Music)[18]
- Sicari (2015, Varèse Sarabande)[18]
- Arrival (2016, Deutsche Grammophon)[18]
- The Mercy (2018, Deutsche Grammophon)
- Mary Magdalene (2018, Milan Records)
- Mandy (2018, Lakeshore/Invada)

### Singles
- "The Sun's Gone Dim and the Sky's Turned Black" (2006, 4AD)

### Llargmetratges
- Íslenski draumurinn de Robert Ingi Douglas (Islàndia, 2000)[21]
- Óskabörn þjóðarinnar de Jóhann Sigmarsson (Islàndia, 2000)[21]
- A Man Like Me de Robert Ingi Douglas (Islàndia, 2002)[21]
- Dís by Silja Hauksdóttir (Islàndia, 2004)[21]
- Blóðbönd AKA Thicker than Water by Árni Óli Ásgeirsson (Islàndia, 2006)[21]
- Personal Effects de David Hollander (US, 2008)[22]
- By Day and by Night d'Alejandro Molina (MX, 2010)
- Dreams in Copenhagen by Max Kestner (DK, 2010)[23]
- The Miners' Hymns de Bill Morrison (UK, 2011)[23]
- The Good Life d'Eva Mulvad (DK, 2011)[23]
- For Ellen de So Yong Kim (US, 2012)[23]
- Free the Mind de Phie Ambo (DK, Documentary 2012)[24]
- White Black Boy de Camilla Magid (DK, Documentary 2012)[25]
- Mystery de Lou Ye (CN, 2012)[21]
- McCanick de John C. Waller (US, 2013)[23]
- Presoners de Denis Villeneuve (US, 2013)[23]
- I Am Here (amb BJNilsen) d'Anders Morgenthaler (DK, 2014)[21]
- The Theory of Everything de James Marsh (UK, 2014)[23]
- Sicari de Denis Villeneuve (US, 2015)[23]
- Lovesong de So Yong Kim (US, 2016)[23]
- Arrival de Denis Villeneuve (US, 2016)[23]
- Mother! by Darren Aronofsky (US, 2017, no utilitzat)[12]
- Blade Runner 2049 de Denis Villenueve (US, 2017, no utilitzat)[12]
- Mandy de Panos Cosmatos (US, 2018)[12]
- The Mercy de James Marsh (UK, 2018)[12]
- Maria Magdalena by Garth Davis (UK-US, 2018) With Hildur Gudnádottir[12]
- Christopher Robin de Marc Forster (UK-US, 2018, inacabat)[26]
- The Shadow Play de Lou Ye (CN, 2018) With Jonas Colstrup[27]

### Curtmetratges
- Keepsake de Tim Shore (United Kingdom, 2003)[28]
- Varmints de Marc Craste (United Kingdom, 2008)[29]
- Junk Love de Nikolaj Feifer (DK, 2011)[30]
- End of Summer de Jóhann Jóhannsson (2015)[15]

### Televisió
- Corpus Camera (Islàndia, 1999, Stöð 2)
- Leyndardómar Íslenskra Skrímsla (Islàndia, 2000, Sjónvarpið)
- Erró- Norður, suður, austur, vestur (Islàndia, 2000, Stöð 2)[31]
- Svartir Englar (Iceland, 2007)[21]
- Trapped (Islàndia, 2015) amb Hildur Guðnadóttir i Rutger Hoedemaekers[32]
- The OA (USA, 2016)[33]
- The Handmaid's Tale "Faithful" (USA 2017)

### Obres d'art
- Ashes and Snow (Gregory Colbert, 2002)[21]

### Obres de teatre
- Margrét Mikla de Kristín Ómarsdóttir (1996, Icelandic Take-away Theatre)
- Vitleysingarnir de Ólafur Haukur Símonarsson (2000, Hafnarfjördur Theater)
- Fireface de Marius Von Mayerberg (2000, RÚV)
- Englabörn de Hávar Sigurjónsson (2001, Hafnarfjördur Theater)
- Kryddlegin Hjörtu de Laura Esquivel (2002, Borgarleikhús)
- Viktoría og Georg de Ólafur Haukur Símonarsson (2002, Icelandic National Theatre)[15]
- Pabbastrákur de Hávar Sigurjónsson (2003, Icelandic National Theatre)[15]
- Jón Gabríel Borkman de Henrik Ibsen (2004, Icelandic National Theatre)[15]
- Dínamít de Birgir Sigurðsson (2005, Icelandic National Theatre)[15]
- Tres obres tebanes de Sòfocles/Jon Fosse (2008, Det Norske Teatret)
- Ganesh versus the Third Reich de Back to Back Theatre (2011, Back to Back Theatre)[15]

### Dansa contemporània
- IBM 1401, a User's Manual amb Erna Ómarsdóttir (2002)[15]
- Mysteries of Love amb Erna Ómarsdóttir (2005)[15]

## Premis
| Premi         | Any  | Projecte                 | Resultat  |
| ------------- | ---- | ------------------------ | --------- |
| Oscars        | 2014 | The Theory of Everything | Nominat   |
| Oscars        | 2015 | Sicari                   | Nominat   |
| Globus d'or   | 2014 | The Theory of Everything | Guanyador |
| Globus d'or   | 2016 | Arrival                  | Nominat   |
| Premis BAFTA  | 2014 | The Theory of Everything | Nominat   |
| Premis BAFTA  | 2015 | Sicari                   | Nominat   |
| Premis BAFTA  | 2016 | Arrival                  | Nominat   |
| Premis Grammy | 2014 | The Theory of Everything | Nominat   |
| Premis Grammy | 2016 | Arrival                  | Nominat   |
| Premis Saturn | 2015 | Sicari                   | Nominat   |